# 1940 w nauce

## Nauki przyrodnicze i ścisłe

### Matematyka
- udowodnienie twierdzenia Gantmacher
- sformułowanie twierdzenia Krejna-Milmana

## Nagrody Nobla
- fizyka – nie przyznano
- chemia – nie przyznano
- medycyna – nie przyznano